# Медведковский сельсовет (Волоколамский район)
Медведковский сельсовет — упразднённая административно-территориальная единица, существовавшая на территории Московской губернии и Московской области до 1954 года.
Медведковский сельсовет был образован в первые годы советской власти. В 1921 году он числился в составе Калеевской волости Волоколамского уезда Московской губернии
В 1927 году из Медведковского с/с был выделен Аннинский с/с.
По данным 1926 года в состав сельсовета входили 3 населённых пункта — Медведково, Аннино и Ворсино.
В 1929 году Медведковский с/с был отнесён к Волоколамскому району Московского округа Московской области. При этом к Медведковскому с/с были присоединены Аннинский и Едновский с/с.
4 января 1952 года селение Аннино было передано из Медведковского с/с в Ильинский с/с.
14 июня 1954 года Медведковский сельсовет был упразднён. При этом его территория была передана в Никитский с/с.